# Brodnax
Brodnax és una població dels Estats Units a l'estat de Virgínia. Segons el cens del 2000 tenia 317 habitants.

## Demografia
Segons el cens del 2000, Brodnax tenia 317 habitants, 122 habitatges, i 80 famílies. La densitat de població era de 174,8 habitants per km².
Dels 122 habitatges en un 27,9% hi vivien nens de menys de 18 anys, en un 47,5% hi vivien parelles casades, en un 16,4% dones solteres, i en un 34,4% no eren unitats familiars. En el 30,3% dels habitatges hi vivien persones soles el 18% de les quals corresponia a persones de 65 anys o més que vivien soles. El nombre mitjà de persones vivint en cada habitatge era de 2,6 i el nombre mitjà de persones que vivien en cada família era de 3,29.
Per edats la població es repartia de la següent manera: un 26,2% tenia menys de 18 anys, un 6,3% entre 18 i 24, un 27,8% entre 25 i 44, un 21,1% de 45 a 60 i un 18,6% 65 anys o més.
L'edat mediana era de 39 anys. Per cada 100 dones de 18 o més anys hi havia 82,8 homes.
La renda mediana per habitatge era de 24.706 $ i la renda mediana per família de 38.750 $. Els homes tenien una renda mediana de 22.045 $ mentre que les dones 19.250 $. La renda per capita de la població era de 14.785 $. Entorn del 10,8% de les famílies i el 18,3% de la població estaven per davall del llindar de pobresa.

## Poblacions més properes
El següent diagrama mostra les poblacions més properes.